# El Tojo
El Tojo es una localidad del municipio de Los Tojos (Cantabria, España). En el año 2024 contaba con una población de 76 habitantes (INE), 38 en el núcleo urbano y 38 diseminados. La localidad se encuentra a 346 m s. n. m., y a 3,9 kilómetros de la capital municipal, Los Tojos. Celebra la fiesta de San Justo, el 6 de agosto. Su iglesia parroquial se encuentra bajo la advocación de San Miguel Arcángel, y data de finales del siglo XVI o principios del XVII. Su estilo es popular y rústico. Alberga un retablo salomónico de principios del siglo XVIII. Cerca de esta localidad se encuentra el Mirador del Pico Castrón, al principio del puerto de Palombera. Desde él puede observarse la zona de Correpoco.
- Datos: Q5823557
- Multimedia: El Tojo / Q5823557